# L'assassinio di un allibratore cinese
L'assassinio di un allibratore cinese (The Killing of a Chinese Bookie) è un film del 1976 diretto da John Cassavetes con Ben Gazzara.

## Trama
(La definizione dei soldi secondo Cosmo Vitelli)
California, anni settanta. Un forte debito di gioco contratto dal proprietario di un locale notturno spinge i suoi creditori a chiedergli, in pagamento, l'omicidio di un allibratore cinese.

## Accoglienza
Jonathan Rosenbaum ha scritto del film: «Da molti punti di vista il film funge da testamento privato. Ciò che rende il personaggio di Cosmo - santo e farabutto insieme – così commovente è la relazione col suo alter ego rappresentato dal regista: il prode impresario e figura paterna di un collettivo sgangherato (la troupe di Cassavetes?) deve compromettere i suoi valori per mandare avanti la piccola famiglia».